# Câmbio semiautomático

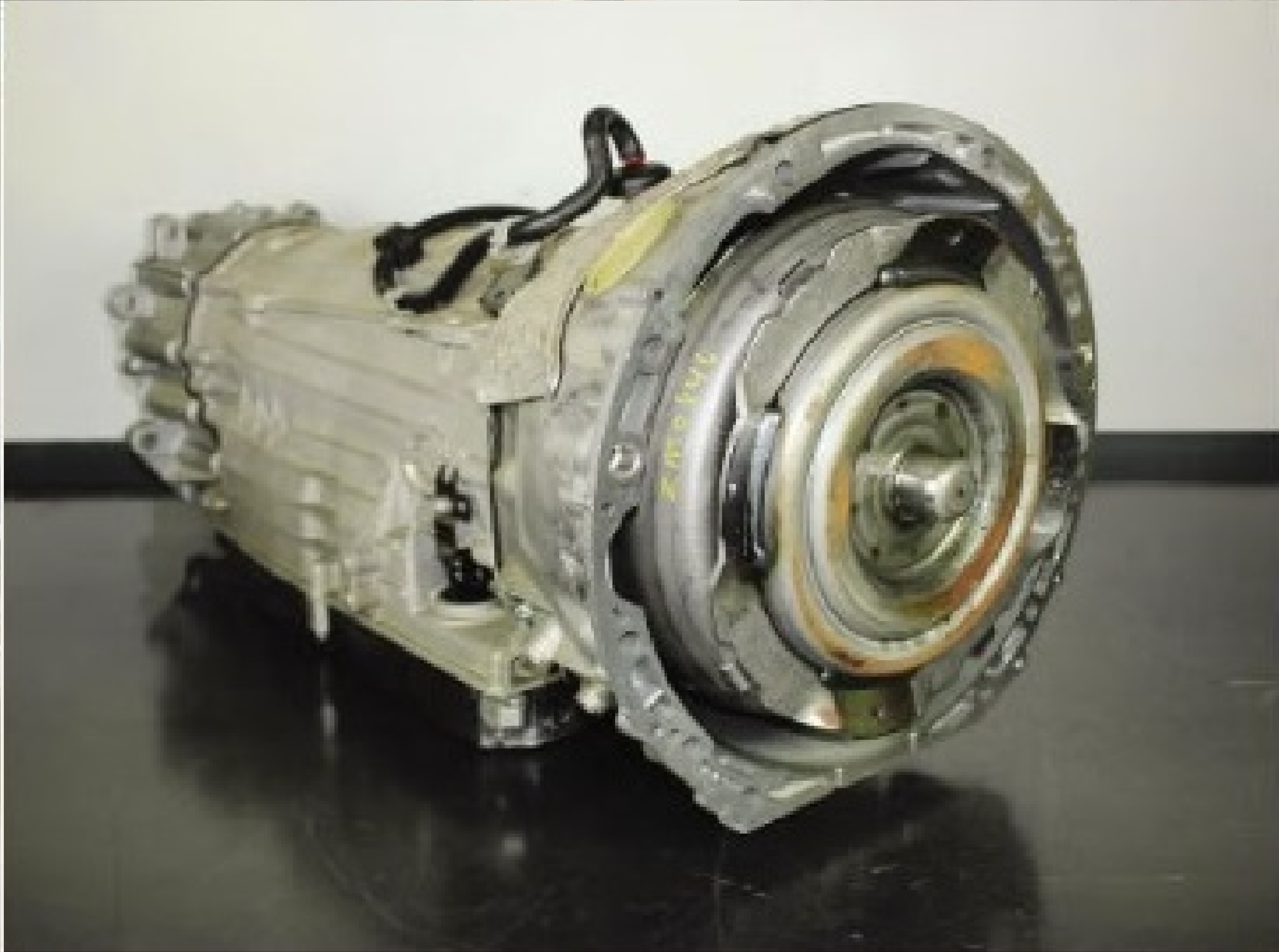
Tronic Plus,exemplar de câmbio semiautomático.

O câmbio semiautomáticoAO 1990, câmbio automatizado ou câmbio robotizado  é um sistema que usa computadores e sensores para executar trocas de marchas, esse sistema foi projetado por montadoras de automóveis a fim de dar uma melhor experiência de dirigibilidade para os condutores, principalmente em cidades onde se há uma grande troca de marchas pelo motorista.
Na realidade esses carros que usam "borboletas" nas trocas de marcha, o seus câmbios, como as Ferrari, que foi a pioneira em 1989, são mecânicos. O sistema é eletrônico, logo, são câmbios mecânicos com comando eletrônico de mudança.

## Funcionamento
Ao contrário do câmbio automático que na maioria usa-se o sistema de engrenagens epicicloidais (outros como CVT ou Toroidal usam sistemas diferentes) que estão sempre engatadas entre si, no cambio modelo semiautomático é utilizado o mesmo sistema do modelo do cambio manual, com cada engrenagem representando uma marcha e sendo engatadas individualmente por mecanismo comandado por controle eletrônico.
Também ao contrário do câmbio automático que usa o conversor de torque no lugar do disco de embreagem para mudar a posição das engrenagens (mudando assim a marcha do carro), no modelo semiautomático utiliza-se um equipamento controlado eletronicamente para comandar a embreagem (eliminando a necessidade de utilização do pedal) que também tem a função de ajustar o timing (tempo e velocidade do acionamento) para fazer as trocas de marchas serem rápidas e suaves.
A alavanca da troca das marchas é no mesmo local do modelo do tradicional com câmbio manual, contudo a troca das marchas quando na opção manual é simples, posicionando a alavanca para o lado indicado na base da alavanca de troca de marchas (passando para a opção manual) e pressionando a mesma para frente ou para trás, conforme indicado no console da alavanca de cada modelo. Também na maioria dos carros costuma-se usar o modelo de troca por borboletas (interruptores) colocados atras do volante denominado de Paddle Shift.
Atualmente muitos sistemas de câmbio semiautomático também podem operar como câmbio automático, deixando por conta do computador de transmissão determinar as trocas de marchas automaticamente, esses sistemas eletrônicos são aperfeiçoados a cada dia, alguns sistemas tem a função de diminuir as marchas automaticamente em freagens mesmo no modo manual, alguns também tem a função de se adaptar ao modo de dirigir do motorista.

## Nomenclatura
Apesar de o câmbio semiautomático ser um padrão de sistema de troca de marchas, muitos fabricantes de automóveis usam sistemas diferentes de detecção para troca de marchas em seus computadores, muitas fabricantes mantém em segredo seus sistemas e patenteando seus nomes como Dualogic (Fiat), Easytronic (Chevrolet), I-Motion (Volkswagen), Powershift (Ford), Easy-R (Renault), 2-Tronic (Peugeot), I-Shift (Honda), ou SMT (Toyota). Mas quem pensa que essa tecnologia é de hoje, está enganado, pois nos anos de 1961 até 1967, a DKW oferecia o seu câmbio semiautomático Saxomat para toda a linha, só que o seu sistema funcionava por contrapesos e centrífuga. A própria Fiat no final dos anos 90 já lançara também o Citymatic para o Fiat Palio, denominado de semiautomático, mas não obteve sucesso pois no modelo eliminava-se apenas a necessidade de pisar na embreagem porem as trocas de marchas não tinham controle eletrônico e eram feitas do mesmo modo pelo condutor. Os caminhões e ônibus também na década de 90 utilizavam este sistema que foram aprimorados ao longo dos anos e que são acionados por sistema pneumático diferentemente dos automóveis que utilizam sistema eletro hidráulico ou apenas elétrico para as devidas trocas de marchas.

## Utilização
A utilização do câmbio semiautomático vem ganhando preferência em relação ao câmbio automático em principalmente em veículos de pequeno e médio porte.

## Vantagens
O câmbio semiautomático vem ganhando preferência devido ao custo de fabricação mais barato em relação ao câmbio automático, também por dar a comodidade ao motorista de poder alternar entre o modo automático e manual e por diminuir o desgaste dos freios já que quando o motorista pisa no freio o sistema desengata as engrenagens.
O sistema eletrônico também é projetado para minimizar o impacto do engate das marchas aumentando a vida útil das engrenagens em relação ao câmbio manual, também consegue diminuir o consumo de combustível já que o equipamento sabe a hora certa de passar a marcha seguinte.

## Desvantagens
Caso o sistema eletrônico apague torna-se impossível a troca de marchas.
Podem existir alguns incômodos como alguns trancos na hora do engate de algumas marchas (principalmente em altas rotações), também existem algumas reclamações sobre incertezas do dispositivo eletrônico em saber qual a marcha que deve ser engatada, principalmente em mudanças bruscas de aceleração ou inclinação do terreno. No modo de troca manual também podem existir reclamações de atrasos para se mudarem as marchas. Todas essas desvantagens dependem muito do modelo do carro e do modo de dirigir do motorista sendo muito importante a realização do test drive para avaliação desses pontos.

## Configuração
Geralmente o câmbio semiautomático apresenta as opções abaixo, lembrando que é sempre recomendável que na troca dessas opções o motorista esteja pisando no freio:
- N (Neutral): Posição neutra de ponto morto que deve ser usada ao dar a partida e desligar. Não bloqueia as rodas de tração.
- R (Reverse): Marcha-a-ré.
- A/M (Automatic/Manual) ou D/M (Drive/Manual): Alterna entre o modo de troca de marchas automático feito pelo computador; ou manual, feito pelo motorista.
- S (Sport): Botão que ativa o modo esportivo, usado para acelerações rápidas onde as marchas são mudadas a altas rotações (serve apenas para o modo automático).
- + e -: Utilizados para aumentar ou diminuir a marcha de modo sequencial, é usada apenas para o modo manual, também podem estar dispostos próximos a direção do motorista (os chamados paddle shifts).